# Aloys Bernatzky
Aloys Bernatzky (* 1. April 1910 in Leobschütz, Provinz Schlesien; † 27. Januar 1992 in Frankfurt am Main) war ein deutscher Garten- und Landschaftsarchitekt, Biologe, Naturschützer und Stadtplaner sowie Autor von Gartenfachbüchern und landeskundlichen Schriften über die Grafschaft Glatz.

## Leben
Aloys Bernatzky besuchte bis 1929 ein Humanistisches Gymnasium in seiner Geburtsstadt. Im Jahre 1930 verzog er nach Wünschelburg im Landkreis Glatz. Er studierte zunächst Philosophie und Theologie an der Universität Breslau und anschließend bis 1938 Gartenarchitektur und Landschaftspflege sowie Städte- und Hochbau an der Technischen Hochschule Berlin. Vorlesungen bei Heinrich Wiepking-Jürgensmann beeinflussten maßgeblich sein späteres Schaffen.
Am Ende des Zweiten Weltkriegs hielt er sich in der oberschlesischen Kleinstadt Katscher auf, von wo er 1945 vertrieben wurde. Nachdem er 1946 in Frankfurt a. M. eine Anstellung im Gartenamt fand, die er bis 1972 innehatte, war er in den nachfolgenden Jahren maßgeblich an der rechtlichen Entwicklung der Landschaftspflege beteiligt. 1950 verfasste er für den Arbeitskreis für Raumforschung beim Institut für Raumforschung Bonn den „Entwurf für Grundsätze für eine gesetzliche Ordnung der Landschaftspflege“, in dem die Landschafts- und Landespflege als öffentliche Aufgaben definiert wurden.
In seinem 1960 erschienenen Buch Von der mittelalterlichen Stadtbefestigung zu den Wallgrünflächen von heute unterschied er anhand von Beispielstädten vier Perioden der Entfestigung von bastionären Befestigungssystemen und Wällen, zeigte ihre Bedeutung für Stadtgrundrisse, Verkehrseinrichtungen und Stadterweiterungen auf und stellte die stadtklimatische Bedeutung von Grünflächen dar.

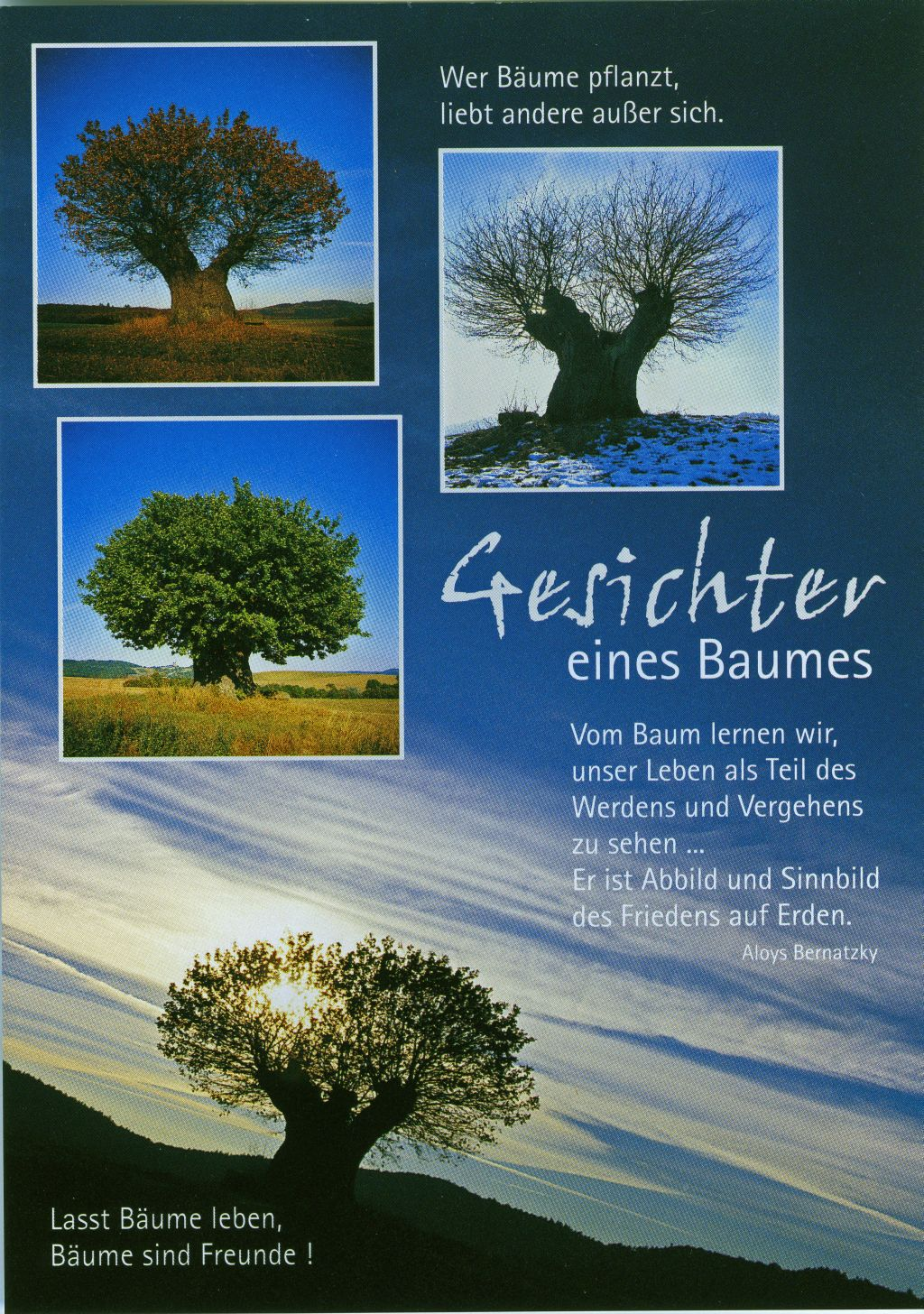
Ansichtskarte mit einem Zitat von Aloys Bernatzky

Bekannt wurde er durch eine Vielzahl von Gartenbüchern für die Praxis, die teils auch in andere Sprachen übersetzt wurden. In dem zusammen mit dem Baumpfleger Michael Maurer 1973 herausgegebenen Band Baum und Mensch wird über baumchirurgische Erfahrungen mit Naturdenkmälern wie der Femeiche, der König-Ludwig-Eiche oder der Zwölf-Apostel-Linde berichtet.
Der Spiegel bezeichnete ihn in seiner Ausgabe 48/1981 als „Nestor der deutschen Gartenarchitekten“.
Ein weiterer publizistischer Schwerpunkt waren seine Veröffentlichungen zur Landeskunde der Grafschaft Glatz.
Seine Tätigkeiten beim Frankfurter Gartenamt und im Regierungsbezirk Wiesbaden/Darmstadt wurden mit der Ehrenplakette in Silber des Hessischen Umweltministeriums gewürdigt. Auf Vorschlag der Universität Bonn erhielt er 1984 die von der Alfred Toepfer Stiftung F. V. S. vergebene Alexander-von-Humboldt-Medaille in Silber. Bernatzky war Mitglied der Deutschen Akademie für Städtebau und Landesplanung.

## Veröffentlichungen (Auswahl)
- 1957: Die Umwandlung bastionärer Befestigungsanlagen deutscher Städte in Grünanlagen. Frankfurt/Main 1957
- 1960: Von der mittelalterlichen Stadtbefestigung zu den Wallgrünflächen von heute. Patzer, Berlin/Hannover/Sarstedt 1960
- 1962: Gärten für uns. Ihre Anlage und Gestaltung. 5. Auflage. Bertelsmann Lesering, Gütersloh 1963
- 1967: Praktischer Gartenkalender. Ein Ratgeber für das ganze Jahr. Bertelsmann, Gütersloh 1962
- 1970: Ein Garten entsteht von heute auf morgen. Bertelsmann Ratgeberverlag, Gütersloh 1970
- 1972: Grünplanung in Baugebieten. Deutscher Fachschriften-Verlag, Wiesbaden 1972. (Fotos: A. Bernatzky; Michael Maurer)
- 1973: Baum und Mensch. Kramer, Frankfurt (am Main) 1973, ISBN 3-7829-1045-1. (2. Auflage: 1976)
- 1975: Unser Garten, neu angelegt. Humboldt-Taschenbuchverlag, München 1975, ISBN 3-581-66254-X
- 1979: Baumchirurgie, Baumpflege. Thalacker, Braunschweig 1979. (5. Auflage: 1988, ISBN 3-87815-012-1)
- 1984: Der Gartenratgeber. Gondrom, Bayreuth 1984, ISBN 3-8112-0409-2
- 1988: Leben mit Bäumen. Deutscher Fachschriften-Verlag Braun, Wiesbaden 1988, ISBN 3-8078-8095-X

Landeskundliche Schriften
- 1984: Lexikon der Grafschaft Glatz. Mit Kurzbiographien berühmter Grafschafter von Nina Hötzel-Strauch. (= Glatzer Heimatbücher. Bd. 8). Marx, Leimen/Heidelberg 1984
- 1988: Landeskunde der Grafschaft Glatz. (= Glatzer Heimatbücher. Bd. 9). Marx, Leimen/Heidelberg 1988